# Killer Bash
Killer Bash é um filme de terror lançado em  2005, dirigido pelo estadunidense David DeCoteau.

## Sumário
Trinta anos atrás, Robert Hyde, um estudante universitário, foi morto por cinco membros da fraternidade Delta. Desde então, o seu espírito torturado tem assombrado o campus, esperando a oportunidade perfeita para se vingar. Uma geração se passou e os filhos de seus cinco assassinos são os novos estudantes do campus - e Robert tem o plano perfeito para matar cada um deles. 